# Madderakka Corona
La Madderakka Corona è una struttura geologica della superficie di Venere.